# 永山勝
永山 勝（ながやま まさる、1957年10月16日-）は、和歌山県出身の元プロ野球選手（投手）。

## 来歴・人物
向陽高時代は、1年秋の県大会決勝で先発すると優勝に貢献、遊撃手として1974年に第46回選抜高等学校野球大会に出場、夏は紀和大会決勝で奈良・郡山高に敗退。
その後、立命館大学を経て、1979年オフにドラフト外で南海ホークスに入団。一軍登板のないまま1981年オフに退団。
1982年にマネージャーに転じた。1993年からスカウトに転身。関西を中心とした大学野球界に深い人脈を持ち、山田秋親、和田毅、大隣憲司、巽真悟らの獲得に関わった。チーフスカウト、スカウト部部長補佐を歴任し、2010年11月1日よりスカウト部長。
2020年11月17日にこのシーズン限りで退団することが発表された。

## 詳細情報

### 年度別投手成績
- 一軍公式戦出場なし

### 背番号
- 38（1980年）
- 59（1981年）